# اسفراین
اِسفَرایِن شهری در جنوب استان خراسان شمالی است. این شهر مرکز شهرستان اسفراین است. بیشتر مردم این شهر به زبان فارسی و تاتی و کردی کرمانجی سخن می‌گویند ولی در برخی نقاط زبان ترکی خراسانی نیز رواج دارد. این شهر در حاشیه جنوبی کوه‌های آلاداغ که خود در امتداد رشته کوه البرز شرقی قرار دارد، واقع شده است. بر پایه برآورد آماری ۱۴۰۲، جمعیت این شهر ۷۱۶۱۲ نفر می‌باشد.

## تاریخچه
در مورد اسفراین بهترین شرح جغرافیایی از آن ابوعبدالله حمد بن احمد مَقْدَسی است که خود این ولایت را دیده است.
مقدسی می‌نویسد: اسفراین روستایی بزرگ و مرکز انگور خوب و کشتزار است، جاده گرگان آنرا به دو نیمه می‌کند. شهر آن به همین نام است. آباد و گرانقدر است، از نهری که از کوه می‌آید می‌آشامند در شهرهای این روستا مهم‌تر از آن نیست. بازارهای زیبا ویژگی دیگر دارد. مردم اهل حدیثند.
ابوعبدالله الحاکم مؤلف تاریخ نیشابور که سنه ۴۰۴ هجری قمری فوت کرده است، اسفراین را شهری خوش آب و هوا ذکر کرده است.
قباد پادشاه ساسانی نام اسفراین را به علت داشتن آب و هوای خوب مهرجان گذاشته است.
همچنانکه یادآوری گردید اسفراین شهری بوده است که قبل از اسلام در خراسان وجود داشته است، جزو ایالت پارت بوده است. در تقسیمات کشوری در دوره هخامنشی، کشور ایران بر اساس ملاحظات قومی و نژادی به ۳۰ قسمت تقسیم می‌شده است که یکی از ایالت خراسان یا پارت ذکر شده است بعدها یونانی‌ها این ایالت را ساتراپ نام گذاشتند. ولی همان دولت تعداد ایالت ایران را ۲۰ نوشته است و پارت را ایالت شانزدهم دانسته است.
اشکانیان (پارتها) پس از روی کار آمدن، ایران زمین را از وجود بیگانگان آزاد ساختند. اکثر مورخان پارت قدیم را عبارت از دامغان، جوین، سبزوار، نیشابور، قوچان، درگز، اسفراین و چند شهر فعلی خراسان می‌دانند.
ظهور و گسترش دین اسلام در ایران و در خراسان مانند سایر بلاد ایران، و شاید بیشتر، همراه با درگیری و کشمکش میان حکام عرب و فرمانروایان ایرانی بوده است. روایت شده است که اسفراین در سال ۳۱ هجری به دست عبدالله ابن عامر فتح شده ومردم به تدریج دین اسلام را پذیرفته‌اند. دربارهٔ اسفراین، در منابع و مآخذ تاریخی و جغرافیایی فراوان نوشته شده است. روایات کهن ایرانی تقسیم سرزمین‌های ایرانی در دوران باستان را به فریدون نسبت می‌دهند؛ آورده‌اند که فریدون سرزمین ایرانیان آریایی را میان سه فرزند خود، سلم (سرم)، تور و ایرج تقسیم کرد. آنچه مسلم است، اینکه خراسان، و اسفراین که شهرکی در آن بوده، در ایران زمین واقع بوده است. در برخی روایات، بانی اسفراین را اسفند (اسفندیار)—پسر گشتاسب، از پادشاهان کیانی ایران—دانسته‌اند. مؤلف تاریخ نیشابور ابوعبدالله محمد بن عبدالله نیشابوری در مورد اسفراین شرحی دارد که ضمن آن چنین می‌گوید: «پادشاه قباد بن فیروز چند روز آنجا بود؛ از خضره صحرا و صحه هوا آن را مهرجان نام نهاد.» شرایط مساعد طبیعی و رودهای فراوان از محاسن عمده‌ای بود که امکان آبادانی این منطقه را از قدیم ممکن کرده است. همان‌طور که در ابتدا گفته شد پارت یکی از ایالات وابسته به امپراطوری هخامنشیان بوده است. ویشتاسب پدر داریوش والی پارت بوده و پارتیان در سپاه خشایارشاه در جنگ با یونانیان شرکت داشته‌اند و پس از هجوم یونانیان اسکندر داریوش سوم را تاداخل مملکت پارت تعقیب کرده است. مشیر الدوله پیر نیا در تاریخ ایران، باستان محل واقعه و تاریخ در گذشته را در محلی بین سمنان و شاهرود فعلی دانسته است. محمد حسن خان اعتماد السلطنه به نقل از سایر منابع این محل را چمن کالپوش دانسته که در شرق جاجرم واقع است و مؤلف کتاب خراسان و سیستان نیز همین محل را ذکر کرده است. باتوجه به اینکه اهالی چمن کالپوش نیز معتقدند چمن کالپوش آخرین منزلگاه داریوش سوم است و از چمن کالپوش تا اسفراین راهی نیست، پس باید دشت اسفراین را جولانگاه مقدونیان دانست که از دستبرد و سم ستوران یونانی در امان نبوده است. در دوره جانشینان اسکندر، اسفراین در تصرف سلوکیان بوده است تاظهور پارتیان (اشکانیان) که این سرزمین آزاد می‌گردد. پارتها از همین سرزمین فعلی خراسان بخصوص شمال خراسان همچون شهرستانی مانند قوچان، اسفراین درگز قیام می‌کنند و در شهر آساک در آستانه تاجگذاری می‌کنند و سپس به تسخیر هیرکانیا می‌پردازند.

### صفویان تا اکنون
در دوره صفویه، اسفراین یکی از شهرهایی بوده است که مورد قتل و غارت ازبکان قرار می‌گیرد.
شاه اسماعیل صفوی برای دفع ازبکان از اسفراین عبور می‌کند و به مرو می‌رود و ازبکان را شکستی سخت می‌دهد و پس از روی کار آمدن شاه طهماسب عبیدالله خان ازبک اسفراین را متصرف می‌شود و مردم را مورد قتل و غارت قرار می‌دهد.
در دوره شاه عباس اسفراین بدست چند تن از امرای صفوی اداره می‌شده است که در تاریخ عالم‌آرای عباسی به آن اشاره شده است.
شاه طهماسب دوم آخرین پادشاه صفوی موقعی که از مازندران به طرف مشهد می‌آمده از اسفراین عبور کرده است.
بارتولد می‌نویسد: اسفراین در سنه ۱۷۳۱ میلادی بدست افاغنه ویران شده است و این دوران معاصر با اواخر سلطنت شاه طهماسب دوم و روی کار آمدن نادر شاه است.
در دوره حکومت نادرشاه تا سلطنت ناصرالدین شاه قاجار از حوادث روزگار در امان نبوده است بر اثر ویران شدن شهر و بخصوص کور شدن قنوات متعددی که شهر قدیمی اسفراین را مشروب می‌ساخته، مردم بتدریج کوچ کرده و درمکان فعلی شهر اسفراین به ساختن قلعه کوچکی پرداخته‌اند.

بعداً آنچه در دوره قاجاریه راجع به اسفراین نوشته‌اند، مربوط به شهر جدید اسفراین است.

## موقعیت
شهر اسفراین مرکز شهرستان اسفراین است. این شهرستان از جنوب و جنوب شرقی با شهرستان سبزوار، از شمال شرق با فاروج، از شمال با شیروان و از غرب با بجنورد همسایه است و در حاشیه جنوبی کوه‌های آلاداغ که خود در امتداد شرقی رشته کوه البرز قرار دارد و در قسمت جنوبی به ارتفاعات جغتای می‌پیوندد. ارتفاع شهر اسفراین از سطح دریا ۱۲۶۰ متر است. (جوادزاده ۱۳۸۰)

## فرهنگ و آداب و رسوم

### قومیت‌ها
پارس‌ها ساکنین اصلی شهر اسفراین بوده و اکثریت جمعیت این شهر را تشکیل می‌دهند. طبق اثر جوادزاده (۱۳۸۰)، مردم اسفراین از ۳ قوم تشکیل شده‌اند که شامل تات‌ها، ترک‌های خراسان، کردهای کرمانج می‌باشند:
1. تات‌ها به زبان تاتی صحبت میکنند که پس از کشتارهای مردم اسفراین در اواخر قرن دهم و اوایل قرن یازدهم به روستاهای دوردست کوچیدند و اکنون در یک روستای نیش کیش زندگی می‌کنند و دارای لهجه خاص و آداب و رسوم قدیمی خود هستند.
2. کردهای کرمانج: کُردهای خراسان بخشی از مردم کُرد ایران اند که پراکنش آنان بیش‌تر در شمال خراسان می‌باشد. زبان این مردم کُردی با گویش کرمانجی و دین آنان اسلام شیعه است. کُردهای کرمانج در زمان شاه اسماعیل صفوی و شاه عباس صفوی برای پاسداری از مرزهای شمال شرقی ایران و مقابله با حملات بی‌امان ازبکان و دیگر مسائل سیاسی از کردستان‌های ترکیه و عراق کنونی به شمال خراسان کوچانده شدند. طوایف مختلف کرمانج خراسان زیرمجموعهٔ سه ایل بزرگ زعفرانلو (چمشگزک)، شادلو و قراچورلو می‌باشند. ازجملهٔ طوایف کرد ساکن اسفراین می‌توان به میلانلو، ایزانلو، پهلوانلو، توپکانلو، دیرانلو، سینانلو، آجقانلو، سارکانلو، ملوانلو، گنجدان و… اشاره کرد که عموماً در شهراسفراین و روستاهای حومهٔ اسفراین زندگی می‌کنند.

۳. ترک‌ها از ترک‌های قزلباش، بیات، افشار و جغتایی هستند که در سده‌های اخیر از قفقاز و آذربایجان و مناطقی از آناتولی (ترکیه) به این نواحی کوچانده شده‌اند و بیشتر در بخش بام اسفراین زندگی می‌کنند.

### پوشش
مردم اسفراین، لباس محلی خراسان شمالی را بر تن می‌کنند و این منطقه لباس محلی خاصی ندارد. لباس محلی زنان و دختران خراسان شمالی و اسفراین شامل یاشار یا چارقد، کراس، شلوار، دامن، جلیقه می‌شود. برخی لباس‌ها در میان مردان و زنان مشترک است که ازجمله آن‌ها می‌توان به چاوک، کولته، چلپی و یلک اشاره کرد. چاوک لباسی شبیه به مانتو است که از ابریشم قرمز تهیه می‌شود. کوتله چیزی شبیه کت است و چلپی هم نوعی لباس سوزن‌دوزی شده است. یلک نوعی لباس است که با زیورآلات و سکه تزیین می‌شود و جنس آن‌هم از ابریشم است. دون و اچمک لباس خاص مردان است، دون لباسی از جنس ابریشم قرمز با راه‌راه‌های مشکی و سوزن‌دوزی شده است و اچمک نوعی لباس دارای دو بخش درونی و بیرونی است که رنگ این بخش‌ها متفاوت است. مردان خراسان شمالی چاروق به پا می‌کنند که از چرم طبیعی تهیه می‌شود.

### آداب و رسوم

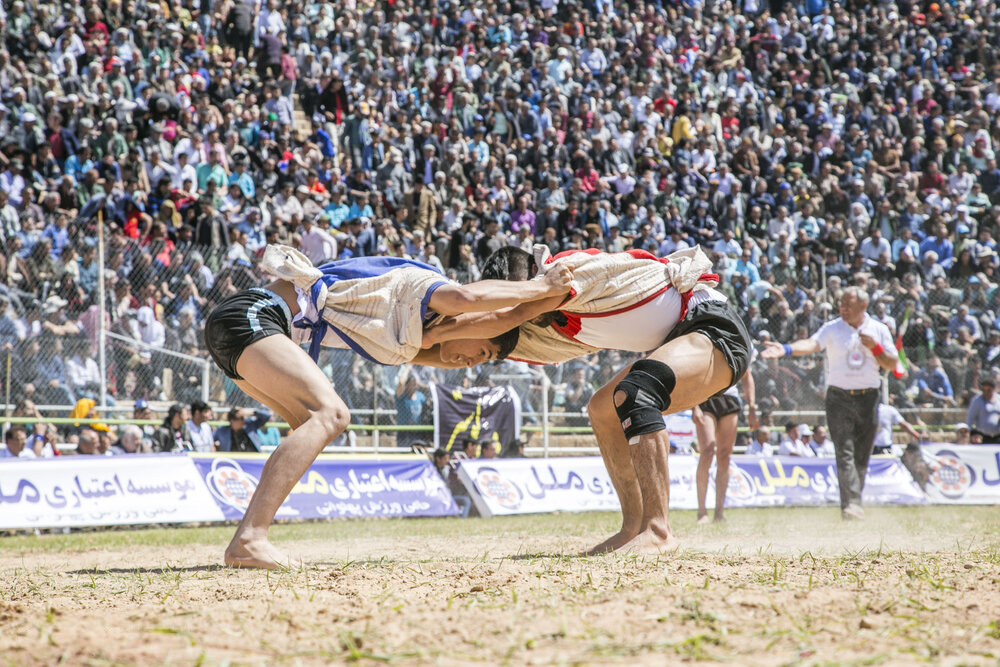
گود زینل خان

در اسفراین هم شبیه به هرجای دنیا که تاریخی عظیم داشته، آداب‌ورسوم خاصی برای بزرگداشت ایام وجود دارد. یکی از مبارک‌ترین ایام در این شهر، عید نوروز است. در اسفراین رسم است که اگر کسی در موقع تحویل سال سنجد بخورد تا آخر سال هیچ خطری او را تهدید نمی‌کند. اسفراین تنها نقطه ایران است که در آن علاوه بر مراسم سیزده فروردین، مراسم چهارده فروردین هم برگزار می‌شود و در بین قوم‌های مختلف کرد، ترک، فارس و تات اهمیت زیادی دارد. همه‌ساله در این روز بزرگ‌ترین مراسم کشتی باستانی و سنتی «چوخه ایران» در فضایی باز و بر روی خاک در «گود چشمه زینل خان» (درشمال شهر اسفراین) برگزار می‌شود.
این مسابقه علاوه بر روز چهارده فروردین در بسیاری از مراسم محلی بخصوص جشن‌های عروسی هم انجام می‌شود. لباسی که کشتی گیران به تن دارند، «چوخه» نام دارد. چوخه در اصل کلمه‌ای ترکی است درواقع شامل شنل کوتاهی که کشتی گیران آن را با شال سفیدرنگی محکم می‌کنند. ازآنجاکه این ورزش از گذشته در بین عشایر کرد شمال خراسان مرسوم بوده به «کشتی با چوخه» معروف شده است.

### سوغات
ازجمله سوغاتی‌های اسفراین می‌توانیم به عسل، گردو، گیلاس، انگور، پنبه، زیره، فطیل، شکرپنیر و آب‌نبات بجنورد اشاره‌کنیم.

### صنایع‌دستی
صنایع‌دستی اسفراین عبارت‌اند از فرش، چادرشب، گلیم، چاروق، گیوه، جاجیم و پوستین‌دوزی. شهر فعلی اسفراین از ۱۹ محله تشکیل شده است و حدود ۳۰۰۰۰ متر مربع از خیابان‌های این شهر را خیابان‌های اصلی پوشش می‌دهند. صنایع اسفراین در دو کارخانه پنبه و کارتن سازی خلاصه می‌شود و غیر از آنها کارگاه‌های کوچک زیادی از جمله کارگاه‌های صنایع چوب، صنایع فلزی و صنایع ساختمانی وجود دارد. کارخانه کمپوت روستای کوشکی، کوره‌های آجر روستای اتیمز، کارخانه آسفالت شهرداری، کارخانه تولید ماکارونی، کارخانه تولید ضدیخ و کارخانه بسته‌بندی خشکبار از دیگر صنایع اسفراین می‌باشند. در بخش‌های اسفراین همچون دهستان‌های حومه، زرق آباد، رویین، فرطان، میلانو، بام وصی آباد، انواع تولیدات کشاورزی و دامداری یافت می‌شود. سیب و گیلاس رویین و انگور اسفراین شهرت خاصی دارند و زمین‌های قابل کشت غلات، پنبه، زیره، هندوانه، خربزه، انگور و غیره به فراوانی در این شهرستان تولید می‌شود. کشت توت و پرورش کرم ابریشم، زنبورداری و دامداری از فعالیتهای دیگر روستاها و شهر اسفراین است. صنایع دستی اسفراین، چادرشب، پارچه بافی، قالی و قالیچه بافی، جاجیم بافی و گلیم بافی است. پارچه بافی بیشتر در روستاهای رویین، محمودی و ایرج معمول است (جوادزاده ۱۳۸۰).

### غذای محلی
ازجمله غذاهای محلی خراسان شمالی و اسفراین می‌توان به کمه جوش، کچی، قیسوه، آش قلیه دار (آش دو طبقه)، دم جوش، دوشووه، قورتو خورشت، فتیرمسکه، بوی شله، دلمه، نخود خورشی، سومئی، دو کلی، اگره، حسی و اشکنه اشاره کرد.

## جمعیت‌شناسی
بر اساس سرشماری ۱۳۹۰ جمعیت اسفراین ۶۰٬۳۷۲ نفر بود. اما بر پایه سرشماری عمومی نفوس و مسکن در سال ۱۳۹۵ جمعیت این شهر به ۵۹٬۴۹۰ نفر (در ۱۷٬۴۶۶ خانوار) کاهش یافته است.
اکثریت جمعیت اسفراین را مردمان کرد و تات و اقلیت ترک تشکیل می‌دهد زبان کردی کرمانجی اکثریت در شهر و روستاهای اطراف اسفراین است

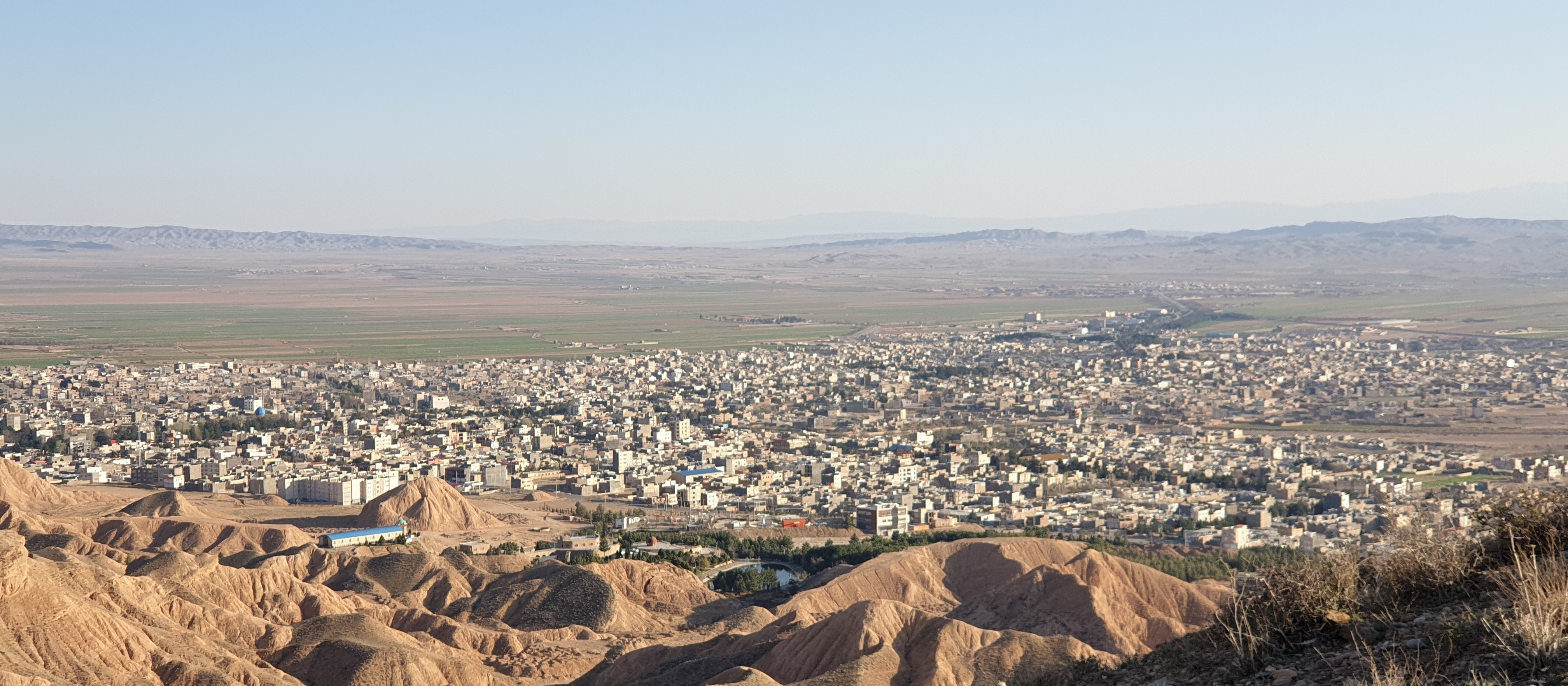
دورنمای شهر اسفراین

## افراد برجسته
مسلمی شیرازی (س نهم ق) ازشاعران خوش‌طبع زمان خود بود و مزارش در اسفراین مى‌‏باشد.

## آب و هوا
آب و هوای اسفراین معتدل است و منابع تاریخی نیز این بر این نکته تأکید دارند. اعراب اسفراین را بلقیس می‌خوانده‌اند که یادآور سرزمین‌های زیبای یمن بوده است. قسمت‌های جنوبی اسفراین به علت مجاورت با کویر دارای زمستان‌های سرد و تابستان‌های گرم و خشک می‌باشد. رودخانه‌های مهم اسفراین، بیدواز و رویین و قره سو می‌باشند. قره سو اصلی‌ترین رود است که از ارتفاعات رشته کوه‌های آلاداغ و شاه جهان سرچشمه گرفته و شامل رودخانه‌های سنخواست، جاجرم، بیدواز، گرماب، رویین و غیره است. این رود پس از سیراب کردن جلگه جاجرم به طرف جنوب جریان یافته و به کالشور در جنوب سبزوار می‌پیوندد و سرانجام در کویر گم می‌شود.

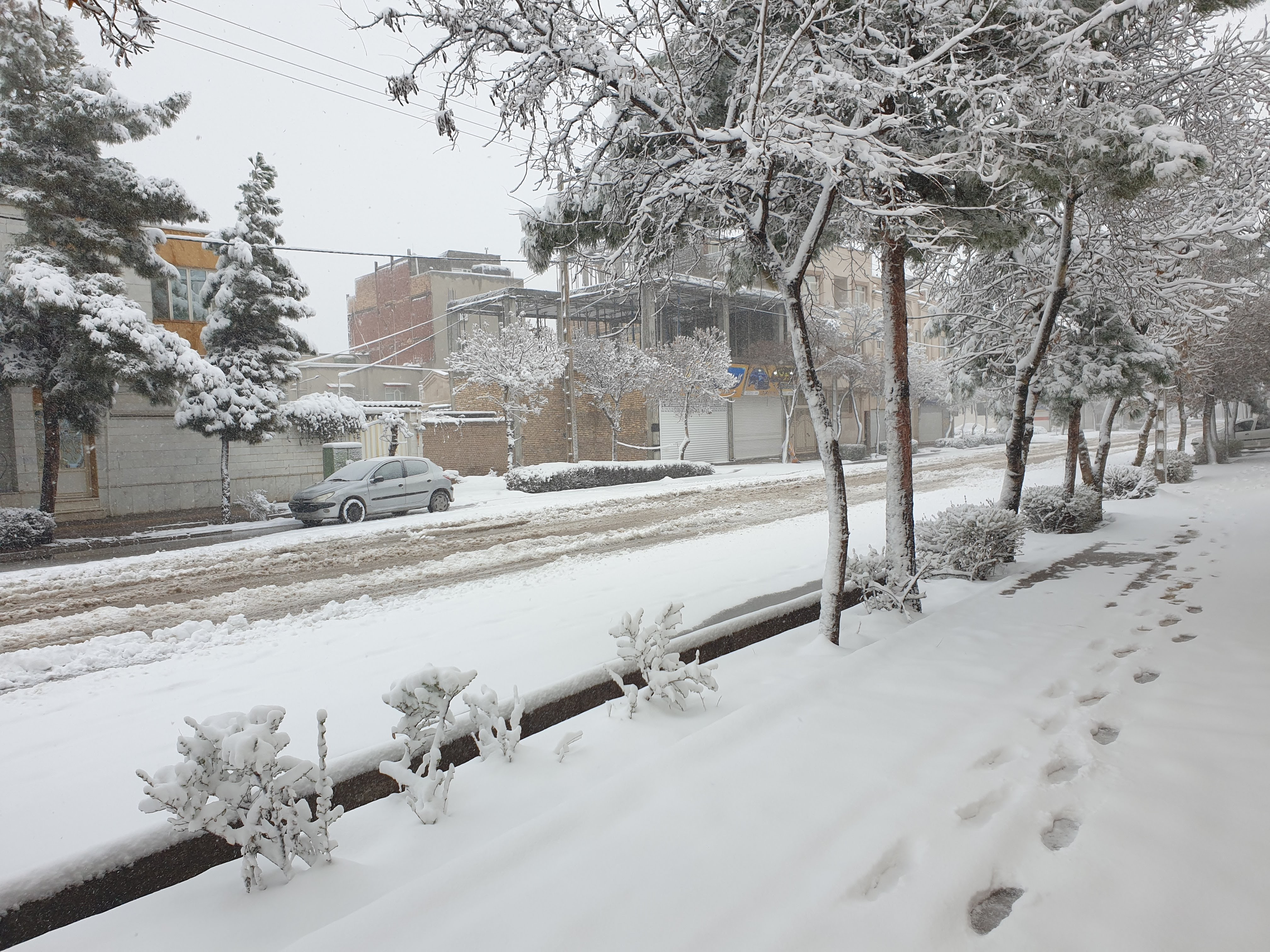
بارش برف ۲۳ اسفند ماه ۱۴۰۰

## حیات وحش

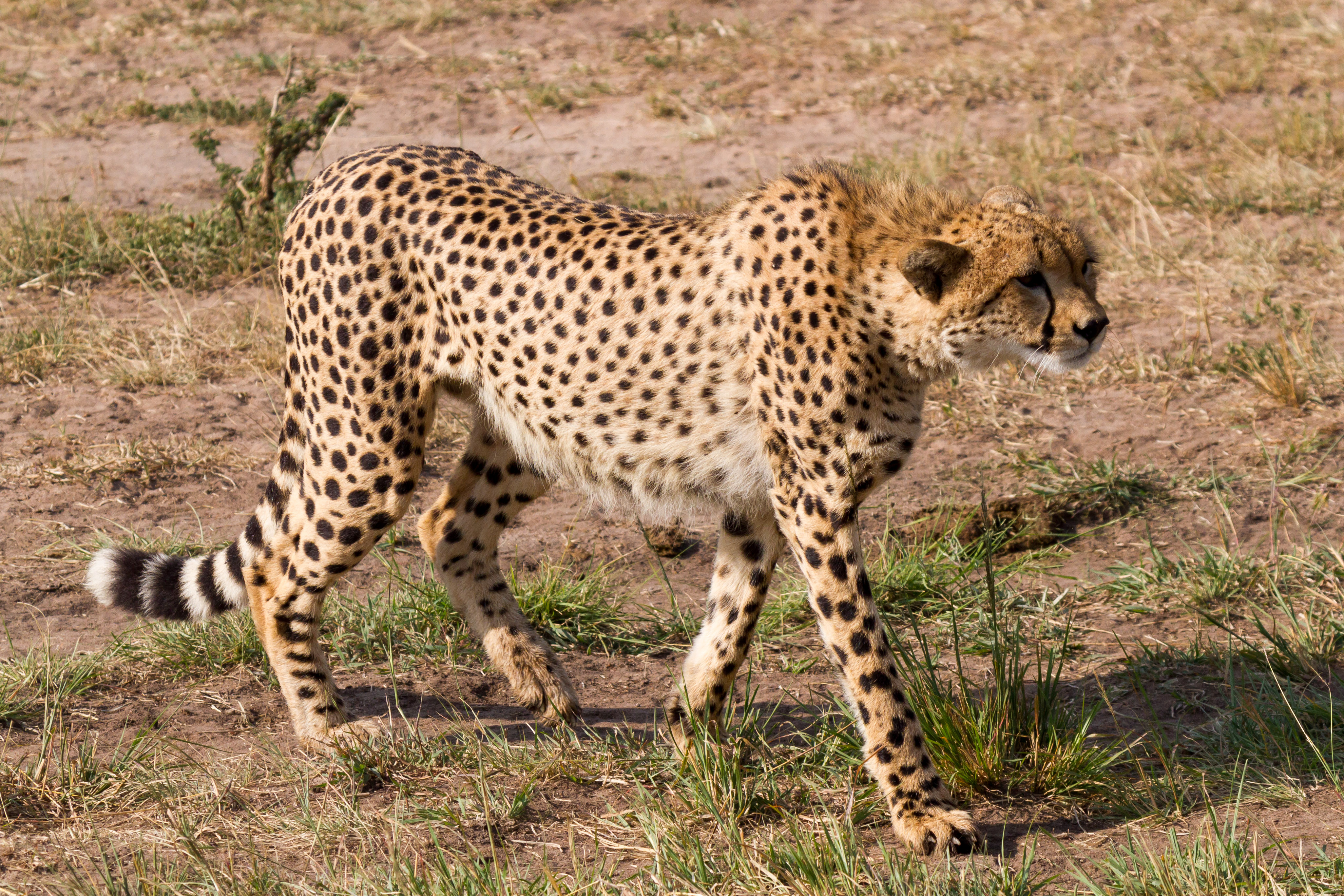
یوزپلنگ ایرانی در منطقه حفاظت شده ساری گل اسفراین

به علت وجود مراتع و جنگل‌ها، زیستگاه حیات وحش در قسمت‌های زیادی از این شهرستان گسترده شده است. حیواناتی چون شغال، آهو، گرگ، گورکن، خرگوش، روباه، خوک، پلنگ، کفتار و بزکوهی در نقاط مرتع به ویژه در پارک ملی سالوک زندگی می‌کنند. منطقه حفاظت شده ساری گل در شمال شرقی اسفراین، با وسعت ۲۸۰۰۰ هکتار زیستگاه انواع وحوش و گیاهان می‌باشد.

## آموزش
نبوغ و پشتکار مردم اسفراین در زمینه‌های علمی پژوهشی همیشه زبانزد بوده و هست و شاهد براین مدعا وجود مراکز متعدد آموزش عالی، موفقیت‌ها و کسب افتخارات علمی فراوان توسط دانش آموزان، دانشجویان و پژوهشگران این منطقه است. سالانه حدود بیست هزار دانش آموز در کنار بیش از ده هزار دانشجو در اسفراین به تحصیل علم می‌پردازند.

### دانشگاه‌ها و مراکز آموزش عالی
اسفراین یک شهر دانشگاهی در شمال شرق ایران می‌باشد و در سال‌های اخیر با تأسیس دانشگاه‌های متعدد، جمعیت دانشجویی این شهر رشد فزاینده‌ای پیدا نموده است.
- دانشکده علوم پزشکی اسفراین
- مجتمع آموزش عالی فنی و مهندسی اسفراین
- دانشگاه آزاد اسلامی واحد اسفراین
- دانشگاه پیام نور واحد اسفراین

## گردشگری
شهر اسفراین با وجود دره‌ها، آبشارها و ییلاقات زیبا بر بلندای استان خراسان شمالی در دامنه جنوبی کوه‌های آلاداغ و جنوب و جنوب غربی کوه شاه جهان هر ساله پذیرای میهمانان، مسافران و گردشگران زیادی از جای جای ایران است.
تنوع آب و هوا، وجود ارتفاعات، جلگه‌ها، دشتها و شرایط اقلیمی گوناگون موجود در اسفراین زمینه و بستر مناسبی را برای زیست انسانها در طول اعصار پیش از تاریخ فراهم کرده است.

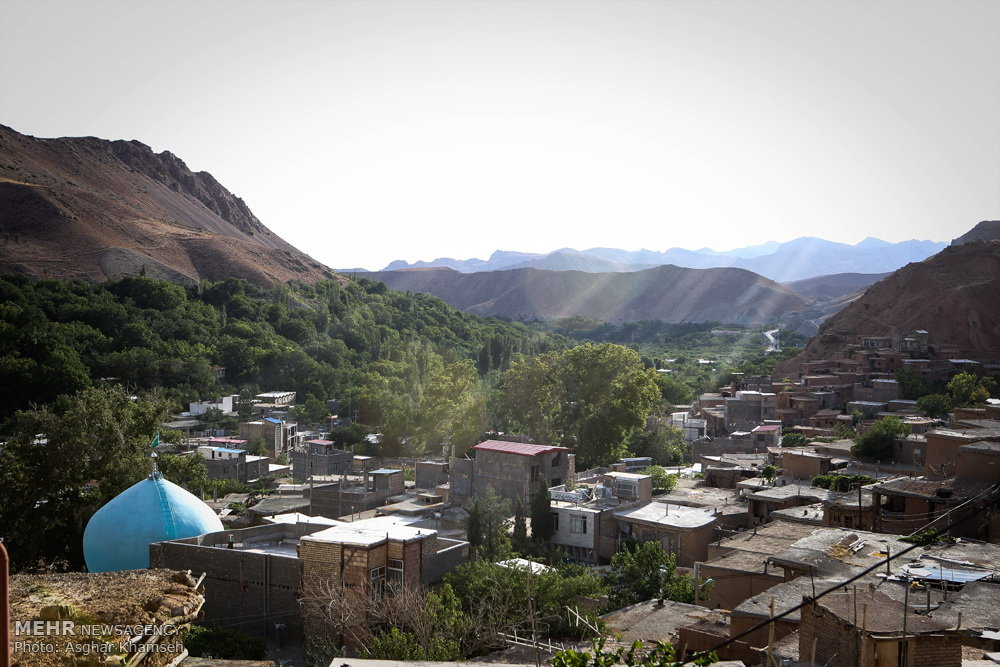
روستای هدف گردشگری رویین

بوستان ملی و منطقه حفاظت شده ساریگل، بوستان ملی و منطقه حفاظت شده سالوک، روستای هدف گردشگری رویین، دره ییلاقی بیدواز، اردغان و آبشار زیبای ایزی و توی، ارتفاعات شاه جهان و چشمه سارهای ارتفاعات کرکز مسافران و گردشگران زیادی را هر ساله در خود جای می‌دهد.
- روستای هدف گردشگری رویین
- بوستان ملی سالوک
- بوستان ملی و منطقه حفاظت شده ساریگل
- مقبره باباقدرت
- شهر بلقیس
- محوطه توی
- آرامگاه حمزه بن موسی (دهنه شیرین)
- آرامگاه شیخ رشیدالدین محمد بیدوازی
- آرامگاه شیخ احمد ذاکر گور پانیدره میلانلو
- امامزاده باغشجرد

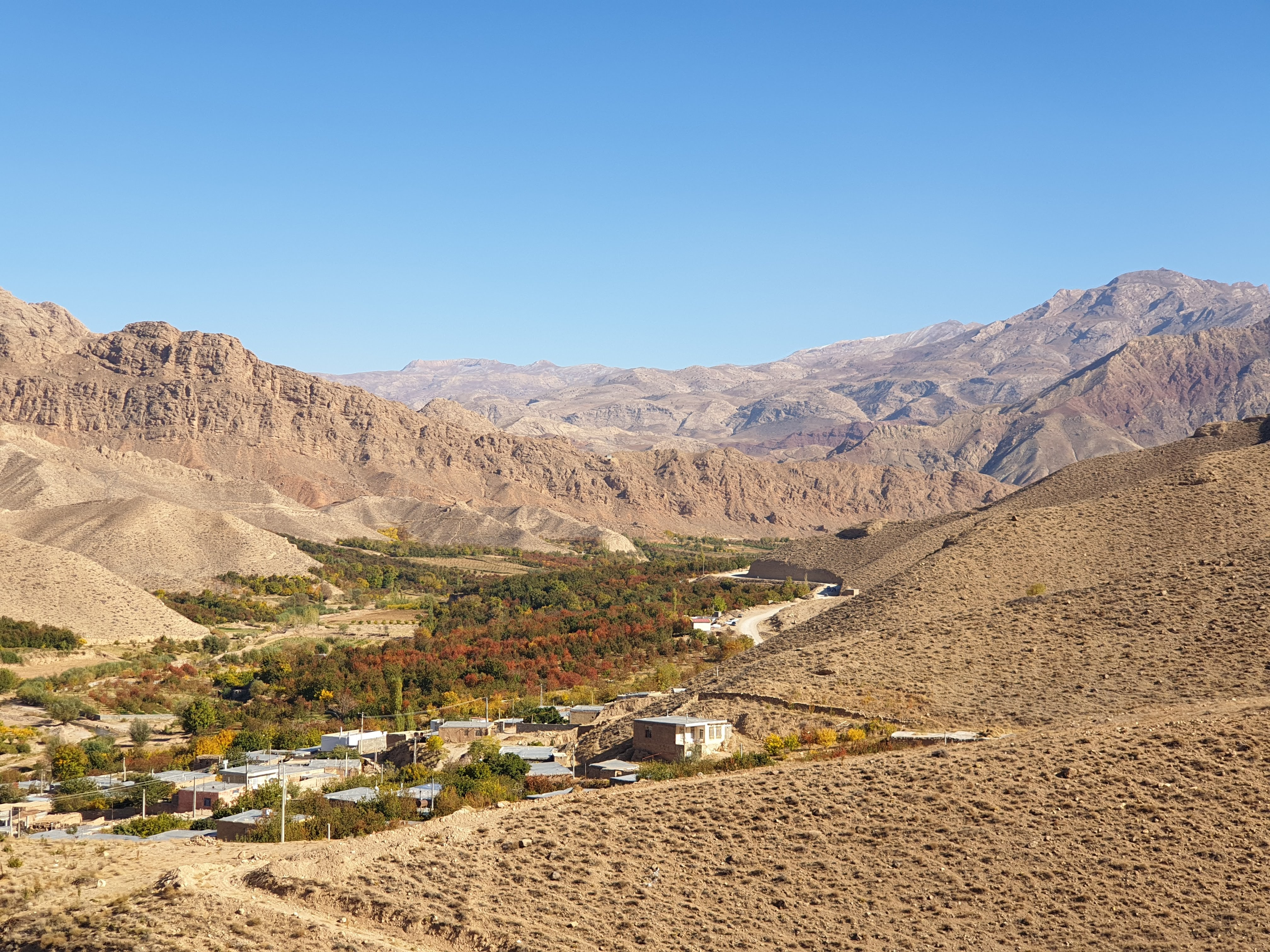
دره میلانلو

- سد باستانی موسوم به بند مهار درکلاته سنحر
- روستای گردشگری قزاقی
- روستای گردشگری نوده (ورودی قله شاه جهان)